# Max (2002)
Max ist ein ungarisch-kanadisch-britisches Filmdrama aus dem Jahr 2002. Regie führte Menno Meyjes, der auch das Drehbuch schrieb.

## Handlung
Der Film zeigt das Leben des fiktiven Veterans des Ersten Weltkriegs Max Rothman, eines Juden. Rothman eröffnet kurz nach dem Krieg in München eine Galerie der modernen Kunst. Adolf Hitler bittet ihn darum, seine Werke auszustellen. Rothman hält Hitler für talentiert, aber wenig motiviert. Hauptmann Mayr überredet Hitler, sich der Politik zu widmen.

## Kritiken
Stephen Holden schrieb in der New York Times vom 27. Dezember 2002, der Film biete eine faszinierende und psychologisch glaubhafte Interpretation der Ereignisse, die den Charakter Hitlers gebildet haben. Er sei eine historische Fantasie, die Fakten und Annahmen zum provokativen Werk verbinde. Der Film sei besonders schwach in jenen Szenen, in den er das Privatleben des Kunsthändlers zeige. Holden lobte die Leistung der beiden Hauptdarsteller.
Jamie Russell schrieb am 20. Mai 2003 für die BBC, man brauche Mut, um einen Film über Hitler zu machen – besonders wenn Hitler darin als menschliches Wesen dargestellt sei. Der Film stelle die These, es gäbe keine Nazis, wäre Hitler erfolgreicher Künstler geworden – und bemühe sich, damit nicht in Leichtgläubigkeit abzugleiten. Seine Ironie überfordere ihn stellenweise – zum Beispiel in der Szene, in der Hitler Swastikas zeichne und von Rothman zum „künstlerischen Genie“ erklärt würde.

## Auszeichnungen
Der Film wurde im Jahr 2002 für den Großen Jurypreis des Festivals AFI Fest nominiert und erhielt einen Sonderpreis des National Board of Review. Er wurde im Jahr 2003 für den Political Film Society Award für Demokratie und für den Political Film Society Award für Exposé nominiert. Der Tonschnitt wurde mit dem Genie Award ausgezeichnet, außerdem wurde der Film für den Ton für den Genie Award nominiert.

## Hintergründe
Der Film wurde in Amsterdam und in Budapest gedreht. Seine Produktionskosten betrugen schätzungsweise 11 Millionen US-Dollar. Die Weltpremiere fand am 10. September 2002 auf dem Toronto International Film Festival statt, dem einige weitere Filmfestivals folgten. Am 27. Dezember 2002 kam der Film in ausgewählte Kinos in den USA, wo er ca. 527.000 US-Dollar einspielte.